# Kensuke Fukuda
Kensuke Fukuda (jap. 福田 健介 Fukuda Kensuke; ur. 24 lipca 1984) – japoński piłkarz występujący na pozycji obrońcy. Obecnie występuje w V-Varen Nagasaki.

## Kariera klubowa
Od 2007 roku występował w klubach Tokyo Verdy, Ventforet Kofu i V-Varen Nagasaki.